# Utricularia troupinii
Utricularia troupinii — вид рослин із родини пухирникових (Lentibulariaceae).

## Біоморфологічна характеристика
Це наземна трав'яниста рослина з ризоїдами та капілярними столонами. Трава 10 см заввишки, квіти жовті.

## Середовище проживання
Рослина відома лише з гір Конго-Нільського вододілу на заході Бурунді та південному заході Руанди.
Зустрічається у вологих або болотистих преріях; на висотах 1900–2500 метрів.